# Октябрський район (Костромська область)
Октябрський район (рос. Октябрьский район) — адміністративно-територіальна одиниця (район) та муніципальне утворення (муніципальний район) на сході Костромської області Росії.
Адміністративний центр — село Боговарово.

## Історія
Утворено у 1945 році з частини Вохомського району під назвою Боговаровський район. 1 лютого 1963 року скасовано, 30 грудня 1966 року відновлено під сучасною назвою.

## Населення
| 2002  | 2008  | 2009  | 2010  | 2011  | 2012  | 2013  |
| ----- | ----- | ----- | ----- | ----- | ----- | ----- |
| 6289  | ↘5556 | ↘5431 | ↘4946 | ↗4954 | ↘4713 | ↘4557 |
| 2014  | 2015  | 2016  | 2017  | 2018  | 2019  | 2020  |
| ↘4453 | ↘4346 | ↘4234 | ↘4143 | ↘4048 | ↘3957 | ↘3873 |